# 乔治·达尔文 (足球运动员)
乔治·赫德沃思·达尔文（英語：George Hedworth Darwin，1932年5月16日—2019年6月），出生于切斯特勒街，英格兰职业足球运动员，司职前锋。
曾效力于金普斯沃思青年队、哈德斯菲尔德足球俱乐部、曼斯菲尔德城足球俱乐部、德比郡足球俱乐部、罗瑟勒姆足球俱乐部、巴罗足球俱乐部和波士顿。